# 雪米糍

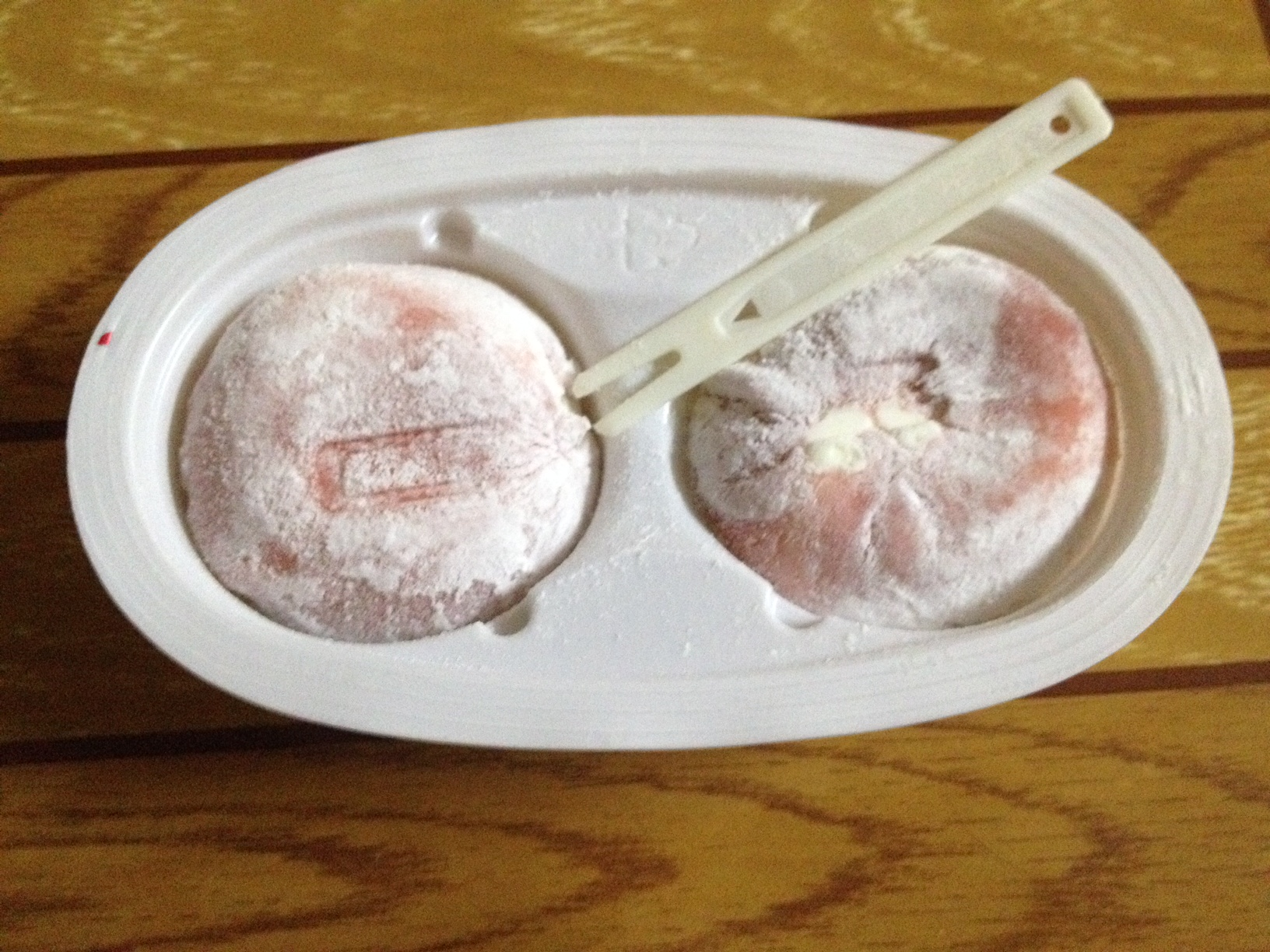
粉红色雪米糍

雪米糍（英語：Mochi ice cream）又稱麻糬冰淇淋、雪糕糯米糍，是一種用糯米糍作外皮并加入冰淇淋的冰品甜點，這是最初由日裔美国人弗朗西絲·橋本与其丈夫在美国洛杉矶小东京發明的食品。

## 描述
雪米糍是一種將圓狀糯米加入冰淇淋的冰品甜點，其冰淇淋味道增加了甜味以及質感。使用成分包含如香草、巧克力和草莓調味的冰淇淋和其他如科納咖啡、水果酒、紅豆等；也可補充冰淇淋並用马铃薯或者玉米澱粉處理以防止形狀改變。